# Céline Zufferey
Pour les articles homonymes, voir Zufferey.
Céline Zufferey est une écrivaine suisse née en 1991 à Granges, en Valais.

## Biographie
Céline Zufferey naît en 1991 à Granges, village de la commune de Sierre dans le canton du Valais. Son père est Valaisan ; sa mère, infirmière, est d'origine vietnamienne.
Elle effectue sa scolarité obligatoire en Valais. Après son collège, elle échoue à l'examen d'entrée de l’Institut littéraire suisse. Elle s'inscrit alors à l'Université de Fribourg en littérature française et anthropologie sociale et y obtient un Bachelor of Arts en 2014[réf. nécessaire]. En 2016, elle achève un master en pratique artistique contemporaine à la Haute École des Arts de Berne.
Elle s'installe à Lyon en 2017 pour y rejoindre son compagnon,.

## Publications
En 2014, elle publie Géomorpho dans la revue Bifrost, qui sera suivi en 2015, par la publication du texte Périmé dans le recueil de l'Épître. Dans le courant de l'année 2016, New York Ko sera publié par les éditions Paulette Éditrice. En 2017, son ouvrage Sauver les meubles, critique de la société actuelle très bien reçue par la critique, est publié dans la Collection Blanche des éditions Gallimard,,.

## Distinctions
En 2009, elle est lauréate du deuxième prix littéraire de l'Association valaisanne des écrivains, qui sera suivi en 2014, par le premier prix de la 30e édition du Prix du jeune écrivain de langue française (PJLEF) pour sa nouvelle, intitulée Contorsion. Ce texte est lu par le comédien Christian Cordonnier accompagné par la musique de Raphaël Bornet, en avril 2015 à la médiathèque de Sion.